# Israel nos Jogos Olímpicos de Verão de 2012
Israel competiu nos Jogos Olímpicos de Verão de 2012, que aconteceram na cidade de Londres, no Reino Unido, de 27 de julho até 12 de agosto de 2012.

## Desempenho

### Natação
Masculino
| Atletas  | Evento       | Eliminatórias | Eliminatórias | Semifinal | Semifinal | Final       | Final       |
| Atletas  | Evento       | Tempo         | Posição       | Tempo     | Posição   | Tempo       | Posição     |
| -------- | ------------ | ------------- | ------------- | --------- | --------- | ----------- | ----------- |
| Gal Nevo | 200 m medley | 1min59s56     | 12º Q         | 1min59s17 | 10º       | Não avançou | Não avançou |
| Gal Nevo | 400 m medley | 4min14s77     | 10º           |           |           | Não avançou | Não avançou |

Feminino
| Atletas   | Evento          | Eliminatórias | Eliminatórias | Semifinal   | Semifinal   | Final       | Final       |
| Atletas   | Evento          | Tempo         | Posição       | Tempo       | Posição     | Tempo       | Posição     |
| --------- | --------------- | ------------- | ------------- | ----------- | ----------- | ----------- | ----------- |
| Amit Ivry | 100 m borboleta | 58s78         | 18º           | Não avançou | Não avançou | Não avançou | Não avançou |
| Amit Ivry | 200 m medley    | 2min13s29     | 12º Q         | 2min13s31   | 13º         | Não avançou | Não avançou |

### Tiro
Masculino
| Atleta        | Evento                | Qualificação | Qualificação | Final       | Final       | Posição |
| Atleta        | Evento                | Placar       | Posição      | Placar      | Total       | Posição |
| ------------- | --------------------- | ------------ | ------------ | ----------- | ----------- | ------- |
| Sergy Rikhter | Carabina de ar 10 m   | 595          | 9º           | Não avançou | Não avançou | 9º      |
| Sergy Rikhter | Carabina deitado 50 m |              |              |             |             |         |